# 纳塔利娅·科斯坚科
纳塔利娅·瓦西里耶芙娜·科斯坚科（羅馬化：Natal'ya Vasil'yevna Kostenko；1980年8月9日—）是俄罗斯政治人物，第七届、第八届国家杜马代表。
2005年，科斯坚科搬到莫斯科，开始在《独立报》担任政治评论员。2008年至2013年，科斯坚科担任《Vedomosti》报纸的克里姆林宫记者。2013年，她开始在社会经济和政治研究所工作，担任副所长，与全俄人民阵线联邦协调委员会进行互动。自2013年起，她成为全俄人民阵线中央总部的一份子。2016年9月18日，她当选为第七届国家杜马代表。2021年，她再次当选第八届国家杜马议员。

## 制裁
科斯坚科于2022年因俄乌战争而受到多国制裁，包括加拿大、英国和美国。